# Gerardo Gárate
Gerardo Gárate Zea (Arequipa, 4 de abril de 1984) es un futbolista peruano que juega de delantero.  

## Clubes
| Club                      | País | Año       |
| ------------------------- | ---- | --------- |
| América Cochahuayco       | Perú | 2002      |
| FBC Melgar                | Perú | 2002-2003 |
| Atlético Universidad      | Perú | 2004      |
| Melgar                    | Perú | 2005-2009 |
| Sport Boys                | Perú | 2010-2011 |
| Universidad César Vallejo | Perú | 2011      |
| Cienciano                 | Perú | 2012      |
| UTC                       | Perú | 2013      |
| Carlos A. Mannucci        | Perú | 2014      |
| León de Huánuco           | Perú | 2015      |
| Sport Loreto              | Perú | 2015      |
| Atlético Torino           | Perú | 2016      |
| San José (Yanahuara)      | Perú | 2024      |
| FBC Aurora                | Perú | 2024      |